# Duncan James
Duncan James, teljes nevén Duncan Matthew James Inglis (Salisbury, Wilts, Anglia, 1978. április 7. –) brit popzenész.
Énekesi karrierjét a Blue együttesben kezdte 2000-ben, első szólóalbuma 2006-ban Future Past címen jelent meg. 2005-ben megszületett kislánya, Tianie-Finn (édesanyja, Duncan exbarátnője, Claire Grainger). 2009 júliusában nyilvánosan is felvállalta biszexualitását.

## Diszkográfia

### Stúdió albumok
| Év   | Cím                                                                                    | Csúcshelyezések | Csúcshelyezések | Csúcshelyezések | Csúcshelyezések | Csúcshelyezések |
| Év   | Cím                                                                                    | UK              | FRA             | IRE             | BEL             | ITA             |
| ---- | -------------------------------------------------------------------------------------- | --------------- | --------------- | --------------- | --------------- | --------------- |
| 2006 | Future Past - Megjelent: 2006. június 12. - Kiadó: Innocent Records - Formátum: CD, LP | 55              | 68              | 55              | 25              | 2               |

### Kislemezek
| Év   | Cím                  | Csúcshelyezések | Csúcshelyezések | Album       |
| Év   | Cím                  | UK              | ITA             | Album       |
| ---- | -------------------- | --------------- | --------------- | ----------- |
| 2004 | "I Believe My Heart" | 2               | 13              | Future Past |
| 2006 | "Sooner or Later"    | 35              | 2               | Future Past |
| 2006 | "Can't Stop A River" | 59              | 23              | Future Past |
| 2006 | "Amazed"             | —               | —               | Future Past |